# Uracanthus
Uracanthus är ett släkte av skalbaggar. Uracanthus ingår i familjen långhorningar.

## Bildgalleri

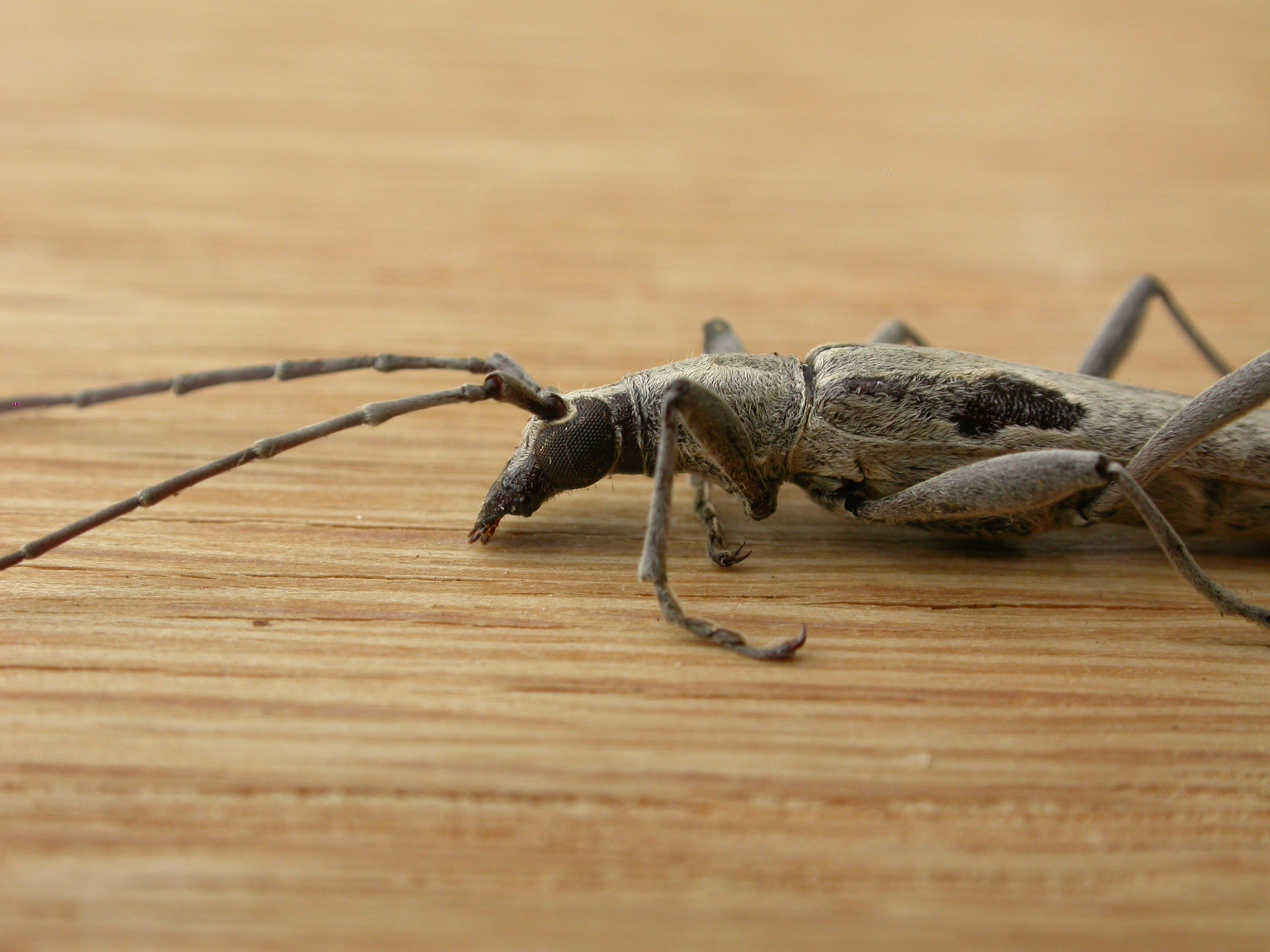
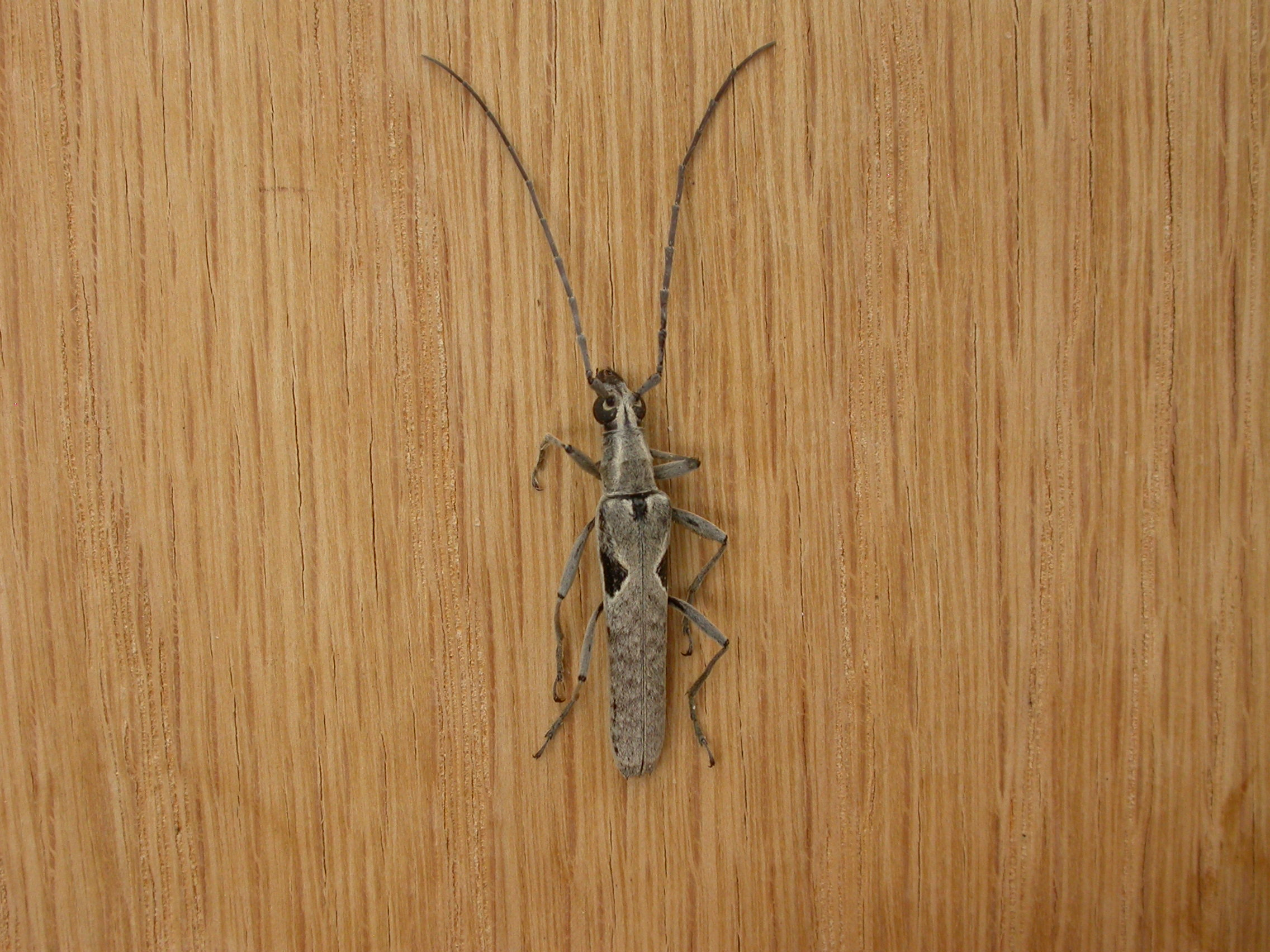
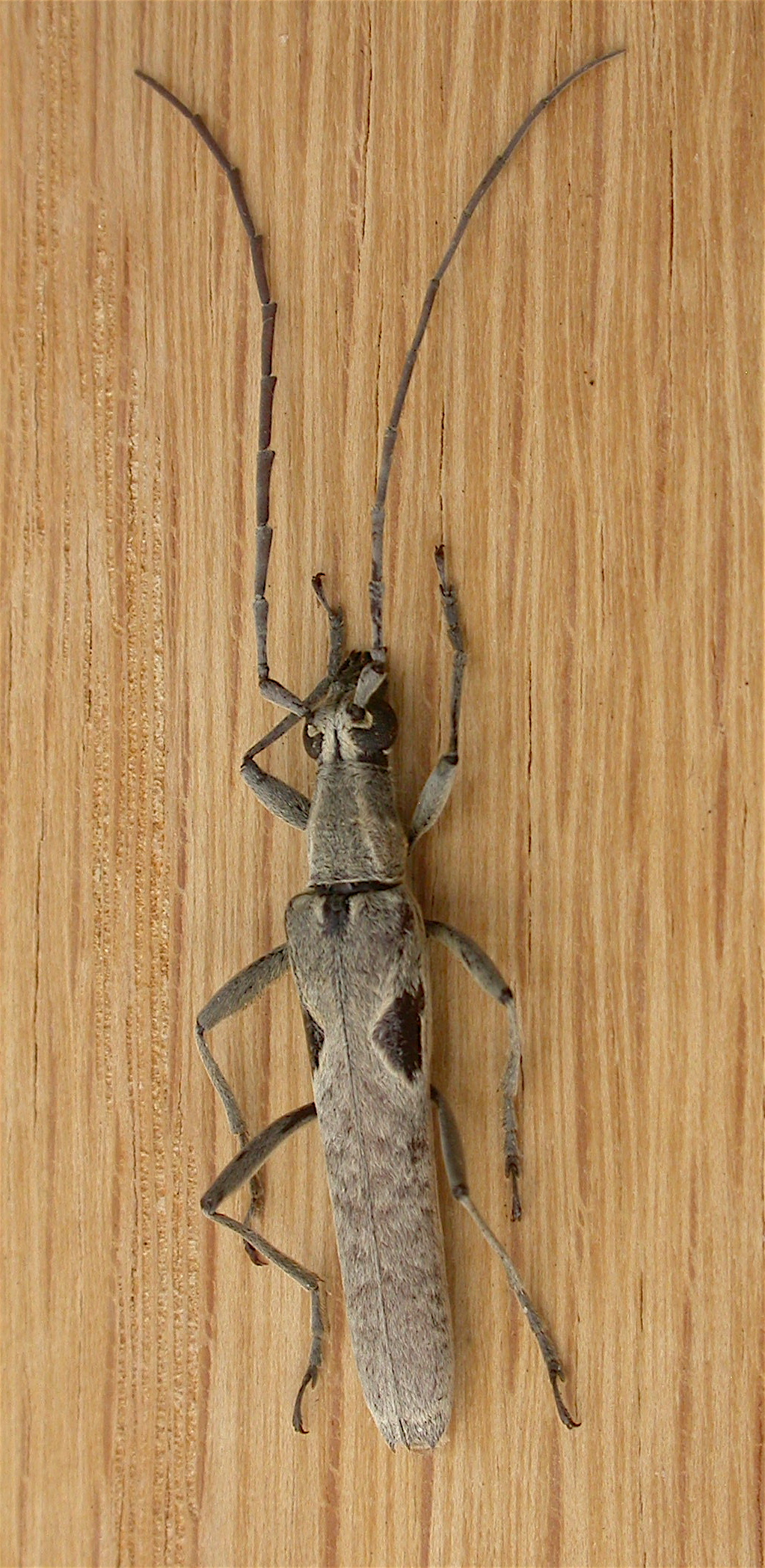
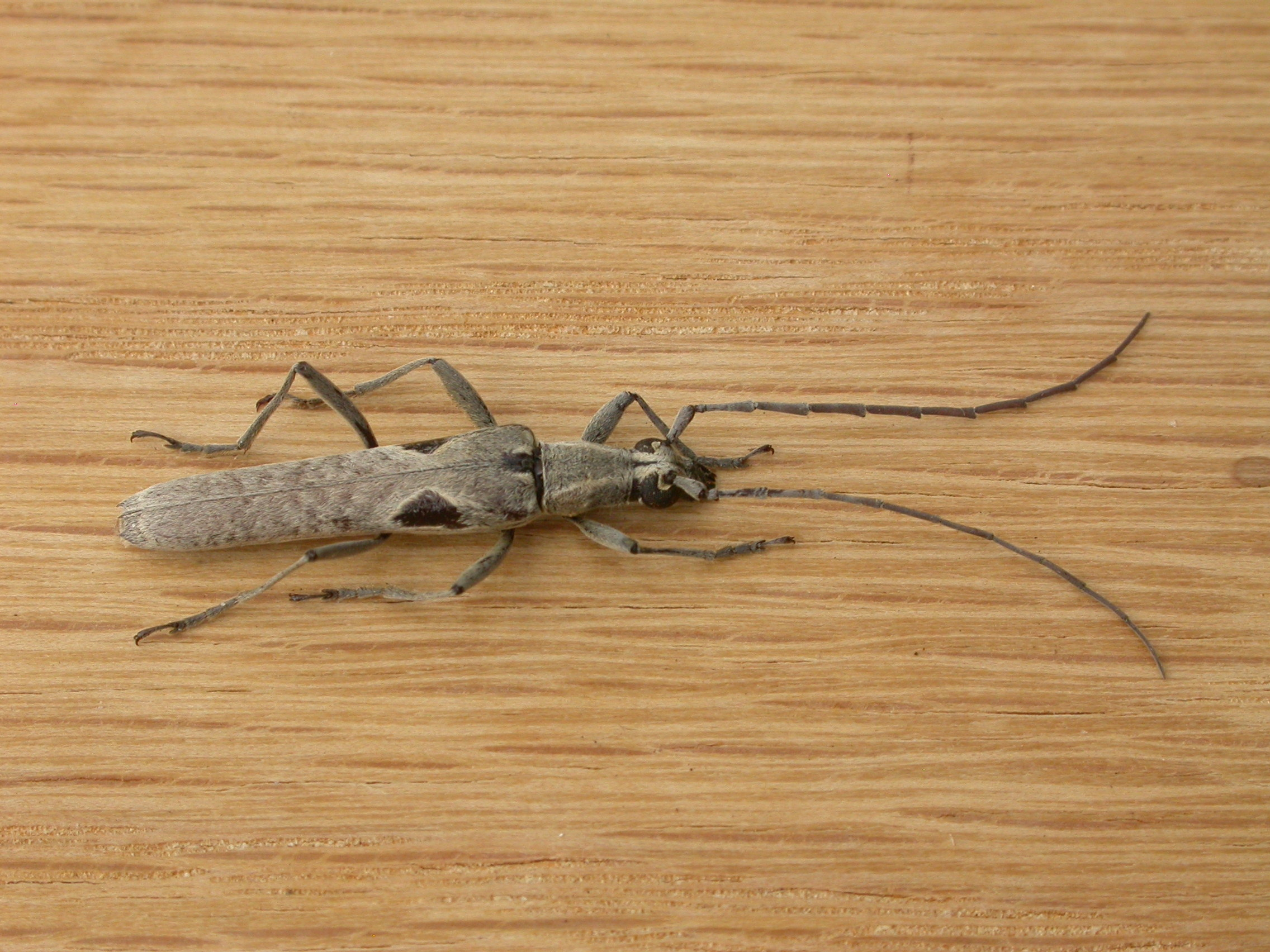
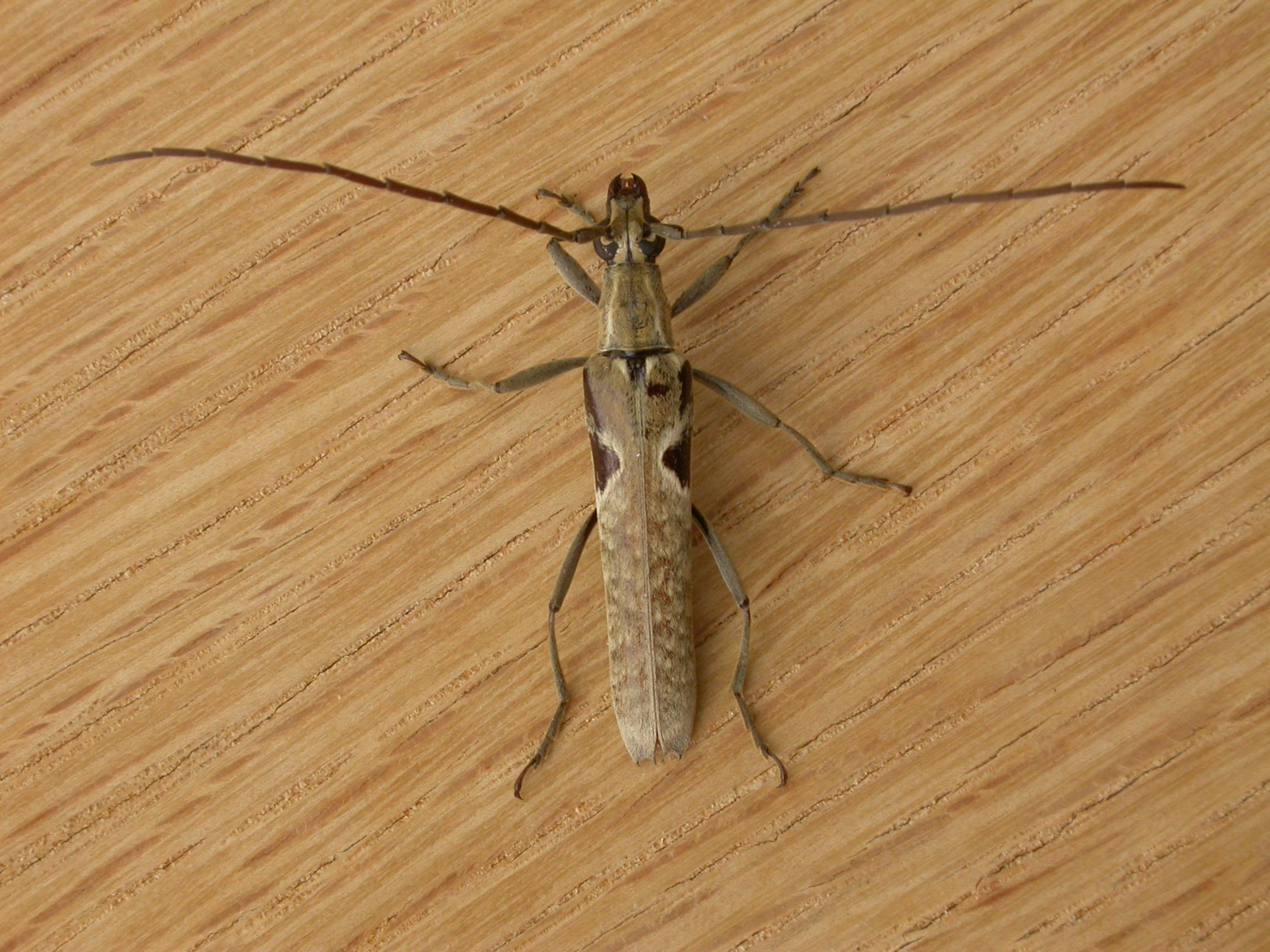
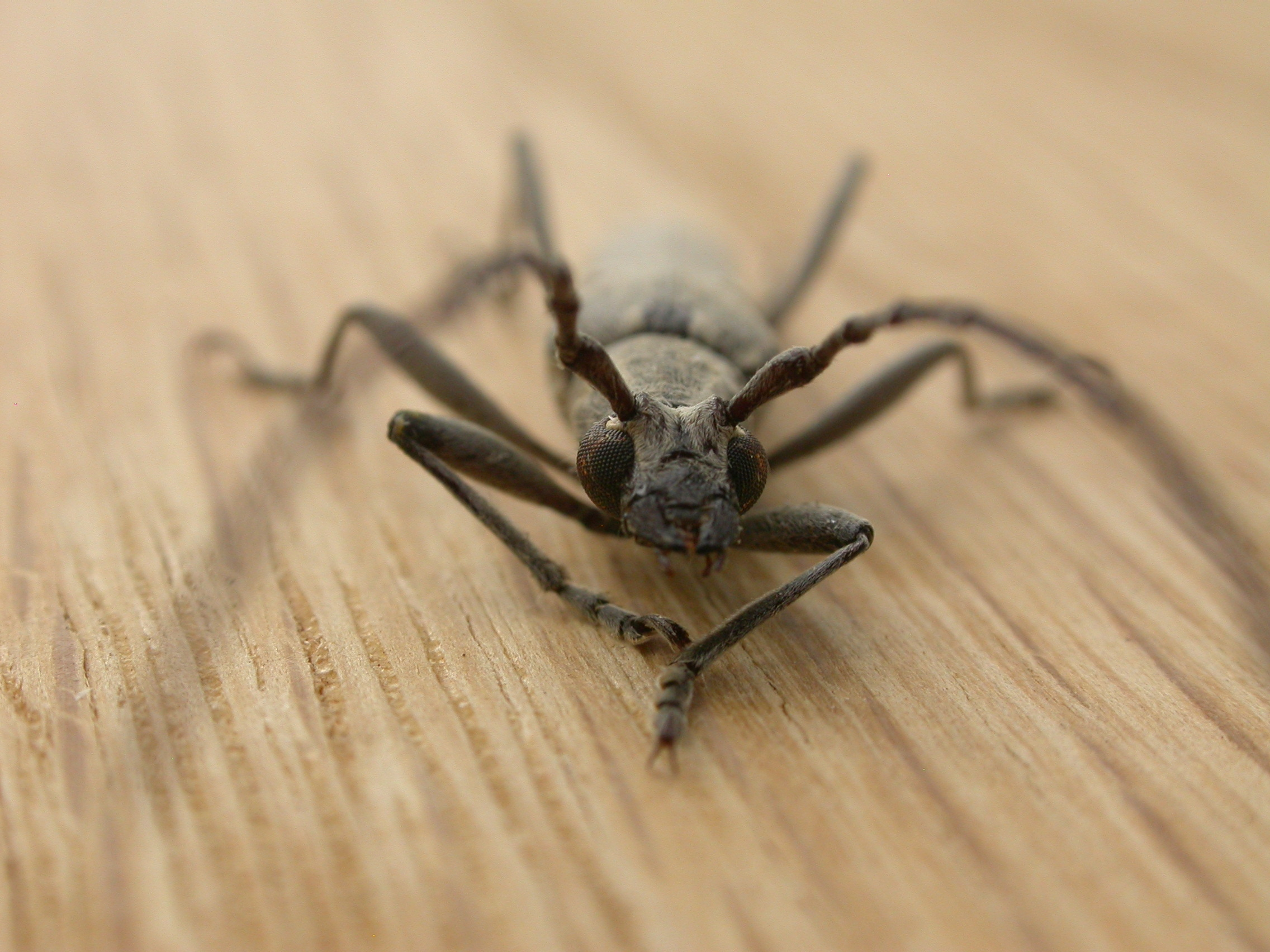

## Dottertaxa tillUracanthus, i alfabetisk ordning[1]
- Uracanthus acutus
- Uracanthus albatus
- Uracanthus albopleuron
- Uracanthus arfakianus
- Uracanthus ater
- Uracanthus bicoloratus
- Uracanthus bistriolatus
- Uracanthus bivitta
- Uracanthus corrugicollis
- Uracanthus cryptophagus
- Uracanthus cupressianus
- Uracanthus declivis
- Uracanthus discicollis
- Uracanthus dubius
- Uracanthus froggatti
- Uracanthus fuscocinereus
- Uracanthus fuscus
- Uracanthus gigas
- Uracanthus glabrilineatus
- Uracanthus griseus
- Uracanthus insignis
- Uracanthus lateroalbus
- Uracanthus longicornis
- Uracanthus loranthi
- Uracanthus maculatus
- Uracanthus maleficus
- Uracanthus miniatus
- Uracanthus pallens
- Uracanthus parallelus
- Uracanthus parvus
- Uracanthus pertenuis
- Uracanthus perthensis
- Uracanthus pseudogigas
- Uracanthus punctulatus
- Uracanthus quadristriolatus
- Uracanthus regalis
- Uracanthus simulans
- Uracanthus strigosus
- Uracanthus stueberi
- Uracanthus suturalis
- Uracanthus triangularis
- Uracanthus tropicus
- Uracanthus ventralis